# مايك وليامز (لاعب كرة قدم أمريكية أمريكي)
مايك وليامز (بالإنجليزية: Mike Williams)‏ هو لاعب كرة قدم أمريكية أمريكي، ولد في 4 أكتوبر 1994 في فانس في الولايات المتحدة.

## وصلات خارجية
- مايك وليامز (لاعب كرة قدم أمريكية أمريكي) على موقع إي إس بي إن.كوم (أن.أف.أل)3
- مايك وليامز (لاعب كرة قدم أمريكية أمريكي) على موقع مرجع كرة القدم المحترفة.كوم (الإنجليزية)